# مخزن آثار غزة
مخزن آثار غزة هو مخزن يقع شمال قطاع غزة، يضم الآف القطع الأثرية التي تعود إلى أحقاب زمنية مختلفة. حيث تم العثور على هذه القطع أثناء عمليات التنقيب، وتعدّ تلك الآثار مهمة لأنها تدل على تاريخ فلسطين، فهي قطع أثرية تاريخية مدنية، وليست عسكرية، ولا تسبب خطراً على أي شخص كان.

## تاريخه
يعود تاريخ مخزن آثار غزة إلى جمع آلاف القطع الأثرية على مدار سنوات طويلة، والتي تمتد تاريخياً من ما قبل 3 آلاف سنة قبل الميلاد حتى القرنين السابع والثامن الميلادي، وصولاً إلى بداية العهد الإسلامي المبكر. تم العثور على هذه القطع أثناء التنقيب، وقد تم توثيقها وفرزها وتنظيفها وفقاً للقواعد العلمية الأثرية. تم الاستيلاء على المخزن من قبل جيش الاحتلال خلال الحرب الفلسطينية الاسرائيلية 2023.

## قيل عنه
قال عنه فضل العطل مدير مخزن الاثار الفلسطينية "هذه الآثار ليست للفحص الأثري من أشخاص آخرين، لأنها ملك الشعب الفلسطيني، وهي قطع أثرية حقيقية عُثر عليها أثناء التقنيب ووُثّقت وفُرزت ونُظّفت، وكل شيء في المخزن على ما يرام ومطابق للقواعد العلمية الأثرية".